# قلعة سميكاراكورسك
قلعة سميكاراكورسك هي قلعة خازارية من العصور الوسطى القديمة تقع في منطقة روستوف ، بالقرب من مدينة سميكاراكورسك. تعتبر قلعة سميكاراكورسك القديمة نصبًا تذكاريًا لثقافة سالتوفو-ماياك الأثرية في العصر الحديدي.

## تاريخ
كان الموقع في الأصل قلعة خزرية في أوائل العصور الوسطى في منطقة روستوف أوبلاست بالقرب من مدينة سميكاراكورسك، التي بنيت في أواخر القرن الثامن وأوائل القرن التاسع. يقع الموقع على جزيرة بالقرب من سميكاراكورسك. تقع الجزيرة نفسها في نهر سال.
كانت القلعة أكبر أربع مرات من قلعة ماياك خازارية المتواجدة حاليا في أوكرانيا.
في الفترة من 1971 إلى 1974 ، قامو بالحفريات الأثرية في منطقة القلعة التي تم بناؤها وفقًا لنظام المربع التربيعي، وأبعادها هم 215 مترًا على 200 متر والمبني المركزي أضلاعه من 85 على ارتفاع 80 مترًا. كانت المدينة المحصنة ذات أهمية تجارية كبيرة.
القلعة والمبني المركزي يبلغ طولهما الإجمالي ستة أمتار من الجدران على بعد كيلومتر واحد تقريباً. على جدران القلعة والمبني المركزي، كان هناك حوالي مليوني طوبة.